# Asmate aurearia
Asmate aurearia är en fjärilsart som beskrevs av Otto Staudinger 1920. Asmate aurearia ingår i släktet Asmate och familjen mätare. Inga underarter finns listade i Catalogue of Life.